# 奥地利纳粹主义
奥地利纳粹主义是始于20世纪初的一场奧地利德意志民族主義运动。德意志工人党于1903年11月15日成立于奥地利，标志着奥地利纳粹主义逐漸興起。党的书记处设在拉贝河畔乌斯季。在奥总理恩格爾伯特·陶爾斐斯执政期间（1932-1934年），奥地利纳粹主义运动及其政治组织“德意志国家社会主义工人党”（即奥地利纳粹党，缩写为‘DNSAP’，德意志工人党为其前身）遭到镇压，DNSAP最终于1933年被封禁，但在德国于1938年吞并奥地利（德奧合併）后，DNSAP获得复兴，成为了德国纳粹党的一部分。